# Система велосипедных маршрутов США
Система велосипедных маршрутов США (сокращенно USBRS ) — национальная сеть велосипедных маршрутов США.  Состоит из  велосипедных маршрутов на большие расстояния,  с несколькими типами велосипедной инфраструктуры, включая проселочные дороги, велосипедные дорожки и автодороги с низким трафиком.  Каждый велосипедный маршрут в США обслуживается властями штата и местными властями. Предполагается, что сеть USBRS в конечном итоге покроет всю страну, подобно национальным велосипедным маршрутам Нидерландов и национальной велосипедной сети Соединенного Королевства, по аналогии с европейской сетью EuroVelo.
Была учреждена в 1978 году Американской ассоциацией должностных лиц автомобильных дорог и транспорта штатов (AASHTO),  которая координирует нумерацию автомагистралей между штатами в США. Первые два велосипедных маршрута  были проложены в 1982 году и оставались единственными до 2011 года. С тех пор последовал устойчивый рост интереса и развитие сети.   По состоянию на ноябрь 2022 года имеется 29 основных маршрутов и 24  дополнительных общей протяженностью 18 953 мили (30 502 км) , проходящих по территории 34 штатов.  По прогнозам, после завершения проекта система будет охватывать более 50 000 миль (80 000 км) велосипедных маршрутов.